# Абдурахман-Хаджи ас-Сугури
Абдурахман-хаджи ас-Сугури (Согратлинский) (1792—1882) — третий шейх накшбандийского тариката в Дагестане. О нём упоминает ал-Багини в своём сочинении «Табакат ал-Хаваджиган» («Путь учителей»): «Полный хранитель, проницательный, разумный советчик Абу Мухаммад Хаджи 'Абд ар-Рахман Эфенди был учёным, знаменем ученых-правоведов, господином достойных, гротом рабам божьим, советчиком для порочных людей, врагом для упрямых, красноречивым в разговоре, проповедником Дагестана».

## Биография
Абдурахман-хаджи родился в 1792 г. в селении Согратль. Его отец — состоятельный торговец Даран Ахмед, человек, побывавший во многих торговых центрах Востока и России и знающий цену науки, — расходовал чуть ли не всё своё состояние на обучение своих сыновей Абдурахмана и Селим-Дибира. Способные сыновья Ахмеда, особенно Абдурахман, оправдали надежды отца. Оба они стали хорошо известными алимами (учёными), популярными не только в родном селении, но и во всём Дагестане.
Абдурахман-хаджи прошёл традиционные для своего времени ступени мусульманского образования в родном селении.
Основным наукам он обучался у Ибрагим-Дибира из Согратля. Последующими учителями Абдурахмана-хаджи по тарикату и наукам были такие авторитеты, как Мухаммад ал-Йараги, Джамалуддин ал-Газикумуки, Исмаил ал-Курдамири, Хас Мухаммад аш-Ширвани. Во время паломничества в Мекку в 1832 г. он, как и многие дагестанцы, решил совершенствовать свои знания. В Мекке он обучался у таких известных учёных, как Сайид Таха ал-Халиди ал-Багдади, Али ал-Кузбари, Абд ар-Рахман ал-Кузбари, аш-Шаркави, Мухаммад ад-Дахлави, Сайид Хусейн Джамал ал-Лайл ал-Макки и др.
У Абдурахмана-хаджи, в свою очередь, учились, воспитывались и получили «аттестаты» такие муршиды и алимы, как Мухаммад Ободинский, автор сочинения «Канз ад-дурар» по тарикату, Абдуллах-хаджи Гимринский, Атанас Могохский, Султан-Кади Араканский, Мухаммад-хаджи Кикунинский, Узун-хаджи Салтинский.
Основам тариката у Абдурахмана-хаджи обучался Ильяс-хаджи ал-Цудахари. Ильяс-хаджи пишет об этом в своих сочинениях, посвящённых тарикату «Кифайат ал-мюрид» («Достаточная для мюрида») и «Суллам ал-мюрид» («Лестница мюрида»). В своём трактате «Ал-машраб ан-накшбандийа» («Источник Накшбандийа») Абдурахман-хаджи высоко ценит мнение Ильяса-хаджи по основам тариката. Отстаивая преимущество тихого зикра (хафи) Абдурахман-хаджи придерживается такого же мнения, как и его ученик, которое заключается в том, что тихий зикр искренен и во многом исключает лицемерие. Предпочтение тихому зикру отдавалось ещё потому, что многие верующие боялись того, что иноверцы могут высмеять Коран и причинить им (верующим) вред.
Али-хаджи Акушинский также обучался тарикату у Абдурахмана-хаджи. После смерти Абдурахмана-хаджи Али-хаджи Акушинский продолжил учёбу у Ильяса-хаджи Цудахарского.
Учеником Абдурахмана-хаджи был выдающийся сподвижник и соратник Шамиля — Магомед-Амин (1818—1899), с деятельностью которого связана новая, яркая полоса в народно-освободительном движении народов Западного Кавказа против царизма в 40-50-х гг. XIX в.
Живущий в наши дни на Кипре шейх накшбандийского ордена Мухаммад Назим считает себя последователем Абдурахмана-хаджи. Он сравнивает Абдурахмана-хаджи с «полярной звездой, показывающей направление и освещающей путь людям своего времени». Мухаммад Назим подчёркивает, что Абдурахман-хаджи сыграл значительную роль в освободительной борьбе горцев, будучи советником Шамиля и духовным авторитетом Дагестана и сделал очень много «для притягивания людей к исламу и накшбандийскому ордену».
Одна из цепочек накшбандийского тариката от Абдурахмана-хаджи переходит в Турцию через Мухаммада-хаджи из Кикуни, высланного в Сибирь за участие в восстании 1877 г. и бежавшего в Турцию. Там он передал иджазу своему зятю и племяннику Шарафутдину ал-Кикуни, тот в свою очередь возвел в ранг муршида Абдаллаха ал-Фаиза ал-Аргвани ад-Дагистани, который передал иджазу Мухаммад Назиму ал-Хаккани ал-Кибруси, который имеет в настоящее время более 2,5 млн последователей в Турции, на Кипре, в Германии, Великобритании, США и др. странах. Его преемниками в Дагестане являются Мухаджир Акаев из с. Доргели, Муртазали Карачаев из с. Тарки и Абдулвахид из с. Апши.
Мухаммад-хаджи ал-Кикуни передал иджазу также Сулейману-хаджи из Апши, которому также передал иджазу Айди-хаджи из Казанища, который, в свою очередь, передал иджазу Мухаммад-устазу из с. Дейбук. Эта первая ветвь накшбандийского тариката, переданная Абдурахманом-хаджи ас-Сугури через Айди-хаджи из Казанища Мухаммад-устазу, доходит до наших дней. Мухаммад-устаз передал иджазу Зубаиру-хаджи из с. Хамри. Тот передал иджазу Мухаммаду-хаджи из Дейбука. Мухаммад-хаджи сделал шейхом своего сына Мухаммад-Амина (ум. в 1999 г.), который возвёл в ранг муршида троих: Ильяса-хаджи Ильясова, Мухаммад-Мухта-ра Бабатова и своего сына Мухаммад-хаджи Гаджиева.
Вторая ветвь накшбандийского тариката проникла в Дагестан от Исмаила Курдамири через Мухаммад-Салиха Ширвани (род. в 1821 г.). Он предал иджазу Ибрахиму Кудкашани. Его преемником является Йунус Лалали (1804—1860), который передал иджазу Махмуду-афанди (1810—1877), который возвёл в ранг муршидов 12 человек. Среди тех, кому он передал иджазу, были Ахмад ат-Талали, Исмаил ас-Сивакли, Джабраил ал-Цахури, Мухаммад-Закир ал-Чистави, через которых ещё одна линия накшбандийского тариката проникла в Дагестан.
Исмаил ас-Сивакли во время Кавказской войны под предводительством Шамиля переселился из Азербайджана в Дагестан. Здесь он принял иджазу от Джамалутдина Казикумухского. Ис-маил ас-Сивакли объединил в себе две разветвлённые цепочки накшбандийского тариката в Дагестане.

## Богословские труды
Абдурахман-хаджи был всесторонне образованным учёным. Ему — «учёному, познавшему тарикат, хаджи, знающему наизусть Коран», — принадлежат следующие сочинения:
1. «Касыда», посвященная победе войск Шамиля над отрядами Воронцова в Дарго. В «Касыде» упоминаются храбрейшие наибы Шамиля — Хатын, Сухайб, Ильдар, которые погибли в сражениях при Белгатой, Дарго.
2. Суфийский трактат «Ал-Машраб ан-накшбандийа» («Источник Накшбандийа»), изданный в Темир-Хан-Шуре в 1906 г. Сочинение посвящено исламу и суфийско-тарикатскому учению и предназначено мюридам, вступающим на путь накшбандийского тариката. В предисловии разъясняются принципы суфизма, его предмет и конечная цель. В трёх главах раскрывается суть, сущности Всевышнего Аллаха. В заключительной части автор возвращается к суфийской тематике.
Перевод сочинения «Ал-Машраб ан-накшбандийа», выполненный научным сотрудником ИИАЭ ДНЦ РАН А. Р. Наврузовым, приводится в книге А. М. Абдуллаева «Деятельность и воззрения шейха Абдурахмана-хаджи и его родословная».
3. «Хашийа ас-Сугури» или «Хашийа Адаб ал-бахс» («Субкомментарий к нормам поведения при дискуссии»). В Рукописном фонде ИИАЭ ДНЦ РАН имеются три копии этого сочинения.
Рукопись за номером 568 — копия сочинения «Хашийа Адаб ал-Бахс» — выполнена на бумаге европейского образца. Переписка рукописи закончена в селении Кахиб в пятницу месяца рамадан в 1304 г.х./ 1886-87 гг. Переписчик Джабраил ибн Мухаммад ибн ‘Али. Рукопись переписана почерком насх дагестанского образца. На полях имеются многочисленные глоссы (комментарии) из сочинений известного дагестанского учёного Мухаммада Кудутлинск ого.
Рукопись за номером 2030 — копия вышеназванного сочинения. Рукопись переписана в 1328 г.х. /1910 г.
Рукопись за номером 1143 — также копия вышеназванного сочинения.
4. «Ал-Адвав аш-шамсийа фи-л-‘авда ал-Бахийа».
5. Профессор Шихсаидов А. Р. в библиотеке Принстонского университета (США) обнаружил рукопись Абдурахмана-хаджи ас-Сугури «Рисала шарифа ли шейх Абд ар-Рахман ас-Сугури».
6. В сочинении «Джаваб ал-Сахих» («Достоверные ответы») Абд ал-Хафиза ал-Ухли упоминается о сочинении Абдурахмана ас-Сугури «Нузхат ал-Маджалис».
7. Сохранилась также его многочисленная переписка с учеными и представителями духовенства Дагестана, такими как Мухаммад-эфенди ал-Йараги, Муртаза‘али ал-Уради и др. В Рукописном фонде ИИАЭ ДНЦ РАН хранится письмо, написанное Абдурахманом-хаджи ас-Сугури Шамилю. В письме Абдурахман-хаджи жалуется на наиба Кебед-Мухаммада и обвиняет его в том, что тот «начал приходить к тебе (Шамилю) с наговорами на меня (Абдурахмана) и не переставал этого делать, пока не рассорил меня (Абдурахмана) с моими любимцами — нашими алимами, потратив на это немалые средства из казны. Он (Кебед-Мухаммад) на удивление хорошо пользуется уловками, добиваясь властных должностей, и теперь он стал независимым имамом в этих краях, усердно занялся увольнением наибов имама так, что трижды собирал совещание алимов тайком, чтобы уволить меня».
Основным занятием Абдурахмана-хаджи было преподавание арабоязычных наук и духовное руководство многочисленными мюридами накшбандийского тариката. Он обучал, наставлял, направлял людей по пути шариата и тариката. Современники характеризовали его как «человека воздержанного и умеренного.
Он обладал большим талантом ораторско-проповеднического искусства и порою заставлял аудиторию плакать».
Говорили, что Абдурахман-хаджи утром заходил в мечеть и преподавал до вечерней молитвы все науки, в том числе философию и астрономию. А вечером дома принимал мюридов до поздних часов и занимался их духовным воспитанием.
Известно, что Абдурахман-хаджи пользовался большим уважением у имама Шамиля. В переписке имам обращался к нему со словами «Аш-шамс ал-мунира» («Яркое солнце»). С Шамилём и Гази-Мухаммадом Абдурахман-хаджи познакомился ещё тогда, когда они вместе с ним изучали тарикат у первых двух тарикатских шейхов.
Абдурахман-хаджи был у Шамиля мухтасибом — своего рода государственным инспектором аппарата имамата и советником. Шамиль поручал ему наиболее важные и сложные дела государственного и частного характера. Особенно часто приходилось ему заниматься урегулированием конфликтов между представителями власти имамата, родами и влиятельными лицами. Однако есть сведения о том, что Абдурахман-хаджи пытался помешать избранию Шамиля имамом, говоря, что не признаёт над собой власти никакого имама. После этого Джамалуддин Казикумухский даже исключает его из числа своих последователей, проведя акт «разрыва» с цепью его суфийских наставников (силсила).
В 1843 г. при штурме русскими Казикумуха в числе других попал в плен и Абдурахман-хаджи. С ним также попали в плен учёный Шахмандар ал-Чиркави, учёный Шухалав ал-Мафари. Они были заключены в тюрьму в Тбилиси. Чтобы поднять ответственность мюридов в бою, имам запрещал в те годы обменивать русских на пленных мюридов. Абдурахман-хаджи ас-Сугури послал имаму Шамилю письмо в стихах, в котором говорилось: «О, если б мне знать: задержка Шамилём выкупа — то ли это желание отвернуться от нас, то ли мешают ему враги?» Когда к имаму принесли это письмо, он сказал: «Подлинно некоторые люди говорят мне: „русские отдадут тебе твоего сына в обмен на этих двух начальников“, а другие говорят: „тебе за них дадут много денег“, но я люблю учёных за ум. Я не хочу взамен этих двух (начальников) ни сына, ни денег. Однако же в отношении русских нам будет полезнее выказать сперва наше безразличие к нашим пленным (учёным)». Затем он послал известие об обмене. После поражения движения горцев и пленения Шамиля Абдурахман-хаджи был самым авторитетным деятелем в горном Дагестане.
Абдурахман-хаджи был популярным тарикатским шейхом. "Во времена своей юности он отправился к Джамалуддину Казикумухскому и принял от него иджазу (разрешение) на вступление в накшбандийский тарикат и на наставление людей на него. После он встретился с Мухаммадом ал-Йараги во время пребывания его (ал-Йараги) в Согратле. И от него также получил иджазу на наставление в тарикат.

## Учение
Суфийские идеи Абдурахмана-хаджи наиболее ярко раскрываются в его трактате «Ал-Машраб ан-накшбандийа», который, по его словам, он написал по просьбе друзей для тех, кто впервые вступает на путь тариката и хочет ознакомиться с основными положениями ислама и тариката.
Для своей работы Абдурахман-хаджи выбрал хадисы, в которых отражены популярные и короткие ответы на многие вопросы, связанные с исламом и тарикатом.
В трактате приведены и прокомментированы хадисы, которые содержат в себе важную информацию об исламе и его установлениях. Так утверждается, что Пророк сказал: «…не уверует никто из всех до тех пор, пока не будет любить меня больше, чем себя, своих детей, семью и всех людей».
В работе в сжатой форме приводятся основные философские и нравственные принципы суфизма и накшбандийского тариката. Основное — это очищение сердца от всего того, что мешает поклонению Всевышнему. Это общее для всех течений и направлений суфизма положение. Второй принцип тариката — аскетизм, то есть отрешение от забот и удовольствий земной жизни, которые мешают суфию концентрироваться на познании Бога. Третий принцип — духовное общение с Богом, что предполагает не только освобождение от человеческого «я», но и особые психологические приёмы духовно-нравственного совершенствования человека.
В третьей главе трактата даны сорок хадисов, которые фиксируют мировоззренческие, догматические и обрядно-практические аспекты ислама. В них отражены популярные и короткие ответы на многие вопросы, связанные с исламом.
Абдурахман-хаджи использовал такие хадисы, которые имеют практическое значение в жизни общества и личности. Он отмечал, что мусульмане завидуют и враждуют друг с другом. Стремясь влиять на этот процесс, шейх приводит хадис Пророка и комментирует его. Хадис звучит следующим образом: «Не завидуйте друг другу, не ненавидьте друг друга, не отворачивайтесь друг от друга, но будьте, о слуги Аллаха, братьями. Мусульманин — брат мусульманину». Шейх видит, что мусульмане угнетают друг друга, одни обманывают и презирают других. Осуждая эти факты, Абдурахман-хаджи ссылается на Пророка, говорившего: «Всё неприкосновенно в мусульманине для другого мусульманина: и его кровь, и его имущество, и его честь».
Во вводной главе трактата изложены идеи о Всевышнем и Пророке. Она состоит из трёх частей: 1) атрибуты, необходимые для Аллаха; 2) атрибуты, невозможные у Аллаха; 3) атрибуты, необходимые для Пророка.
В своём произведении Абдурахман-хаджи уделяет большое внимание критике любви к земной жизни. Увлечение земными удовольствиями приводит, по его мнению, к мысленному и практическому охлаждению к религии и её установкам. Такое отношение к земной жизни тем более не допустимо для тарикатского мюрида.
Исходя из отношения к земной жизни, шейх делит мусульман на две категории: отдающие себя целиком земной жизни и пользующиеся ею в меру необходимости.
В трактате имеется также материал, посвящённый этике исполнения обрядов ислама. В главе «Вирды и этика накшбандийского тариката» Абдурахман-хаджи подробно разъясняет, какие ритуальные молитвы, как, когда и сколько раз должны исполнять их тарикатские мюриды. Наряду с исполнением молитв, рекомендуется соблюдать пост: «Желательно (для мюрида) совершать пост в понедельник и четверг и 9 дней с начала зу-л-хиджжа (в дни хаджа). А также желательно соблюдать пост каждый четвёртый день».
Много внимания уделено нравственным критериям, таким как благосклонность, способность выражать сострадание и любовь по отношению к мусульманам и немусульманам; сердечная и душевная чистота; выражение радости при встрече с друзьями и товарищами; щедрость и т. д.
В сочинении рассматриваются также аморальные качества, которые не приемлемы для истинного мусульманина. Это такие качества, как прелюбодеяние со стороны мужчины и женщины, воровство трофеев и добычи во время войны, разбой, волшебство, расточительство. Аморальным считается даже безвредная ложь, проявление любопытства в отношении чужого имущества и т. д.
К тяжким грехам Абдурахман-хаджи относит разрыв родственных отношений, особенно с сёстрами. Не менее тяжким грехом является непослушание родителям, оставление их без попечения и заботы, невыполнение их просьб и повелений, кроме тех случаев, когда они требуют совершения запретного.
Абдурахман-хаджи пишет, что вступление в тарикат возможное и лёгкое дело для тех, кто любит Аллаха. Мюрид должен постоянно думать об Аллахе.
Все приёмы освобождения сердца от земных мыслей и религиозно-нравственного совершенствования мюрид осуществляет под руководством шейха, муршида, познавшего божественные истины и способного вести его по пути сближения с божеством. В сочинении Абдурахмана-хаджи особо освещается вопрос об осуществлении связи между мюридом и шейхом (рабита). Мюрид выбирает себе шейха и отдаётся полностью в его распоряжение. При этом он должен не только подчиняться шейху, но и любить его всем сердцем, убить своё «я» и раствориться в нём. «Шейх полностью распоряжается мюридом и делает с ним всё, что захочет, пока не поднимет его до ступени присутствия с Аллахом Всевышним, то есть пока мюрид не достигнет степени муракаба».
Зикр в трактате рассматривается как степень достижения мюридом своей конечной цели. Для отправления зикра мюриду необходимо овладеть особыми ритмическими движениями, уметь осуществлять контроль за позой и дыханием и координировать движения тела с произносимыми формулами молитвы.
По словам Абдурахмана-хаджи, последователи накшбандийского тариката предпочитают тихий зикр (хафи), так как он исключает лицемерие.
Сочинение «Ал-Машраб ан-накшбандийа», на наш взгляд, наиболее полно выражает морально-этические, нравственные, философские воззрения тарикатского шейха Абдурахмана-хаджи ас-Сугури.
Абдурахман-хаджи был не только учёным и поэтом, не последнюю роль он играл и в политической жизни Дагестана. Об этом свидетельствует восстание горцев 1877 г., духовным лидером которого он стал. Возможно, что поражение восстания стало причиной написания одного из сочинений Абдурахмана-хаджи на арабском языке, дошедшего до нас в рукописи и посвящённого хиджре (переселению). В своём трактате он выступает за массовую эмиграцию мусульман с Кавказа. По мнению шейха, в случае, когда мусульманские земли попадают под власть немусульманских правителей, а правоверные уже не могут выполнять свои религиозные обязанности и нет надежды восстановить права ислама при помощи газавата, каждый мусульманин обязан покинуть эту территорию и переселиться туда, где господствуют законы ислама. Это, однако, не означает отказа от джихада. Согласно Абдурахману-хаджи ас-Сугури, только такое переселение позволяет продолжить священную войну из-за границы (в данном случае с территории Османской империи).
Действительно, многие последователи Абдурахмана-хаджи ас-Сугури эмигрировали в Турцию, другие были высланы в отдалённые области внутренней России. Среди таких переселенцев можно назвать, например, Мухаммада б. Усмана (ал-Кикуни), сначала высланного в Западную Сибирь, а затем бежавшего в Стамбул (ум. в 1913-14 г.) и Мухаммада ал-‘Убуди (из Ободы), умершего в 1889-90 г. в Медине.

## Семья
У Абдурахмана-хаджи было пятеро детей: трое сыновей — Хаджи-Мухаммад, Мухаммад-хаджи, Ахмед и две дочери — Марьям и Айшат.
Хаджи-Мухаммад (ум. в 1869/70 г.) — старший сын Абдурахмана-хаджи родился в селении Согратль в первой четверти XIX в. (точная дата рождения не установлена). Сведений о детстве и обучении Хаджи-Мухаммада не сохранилось. Но, судя по всему, первые ступени образования он прошёл у своего отца Абдурахмана-хаджи ас-Сугури и у известных согратлинских учёных того времени — Махди Мухаммада, Шайтан Абдуллаха и т. д. Под их влиянием Хаджи-Мухаммад более тяготел к светским наукам, чем к богословию.
В своё время Хаджи-Мухаммад был назначен наибом и муфтием имама Шамиля. Но из-за ложного доноса он был освобождён от занимаемой должности. После отставки в имамате Шамиля он целиком отдаётся преподавательской деятельности. Некоторое время служит при дворе Абумуслима — шамхала Тарковского. Из небольшой переписки Абдурахмана-хаджи и Хаджи-Мухаммада, с одной стороны, и шамхала Тарковского — с другой видно, что в короткий промежуток времени от пленения Шамиля (1859 г.) до смерти шамхала между ними установились близкие связи.
В письме шамхала Абумуслима Абдурахману-хаджи говорится, что он (шамхал) остался очень доволен посетившим его Хаджи-Мухаммадом и отпустил его обратно, чтобы согласовать вопрос с ним (с Абдурахманом-хаджи) о назначении его советником, муфтием и учителем своих детей.
В письме Абдурахмана-хаджи шамхалу говорится, что он подтверждает верность генеалогии его славного рода, доходящего до дяди Пророка — Аббаса, что он надеется на то, что он (Абумуслим) будет таким, каким были те, которые происходили из этого славного рода, что он с радостью принял его (шамхала) подарки, что он разрешает Хаджи-Мухаммаду остаться у него (шамхала).
После смерти шамхала Хаджи-Мухаммад эмигрировал в Турцию. В 1863 г. родители получают от него первую весточку в форме касыды. В письмах Хаджи-Мухаммада родителям нет подробностей его деятельности в эмиграции. В Карсе (турецкая провинция) Хаджи-Мухаммад поддерживает близкие отношения с губернатором — Мухаммадом-Амином Фахимом.
Нужно сказать, что в эти годы эмиграция горцев в Турцию и страны Малой Азии стала массовым явлением. Так, кроме Хаджи-Мухаммада покинули Родину такие видные учёные, как Асланкади Цудахарский, Гаджи Салтинский, Джамалуддин Казикумухский, Даниель-султан Елисуйский, Газимухаммад Телетлинский, Кебед-Магомед Телетлинский и известный поэт Мирза-Али Ахтынский.
Дошедшее до нас литературное наследие Хаджи-Мухаммада очень мало. Вероятно, большая часть его библиотечной коллекции осталась в Турции, и судьба её неизвестна. Пропали также автографы его писем и произведений, хранившихся в библиотеке в родном селении. Это случилось главным образом при разрушении Согратля в 1877 г.
Сохранилась замечательная касыда Хаджи-Мухаммада, посвящённая трём имамам — Гази-Мухаммаду, Гамзат-беку и Шамилю. Эта касыда в переводе с арабского языка А. М. Барабанова приводится в «Хронике Мухаммада-Тахира ал-Карахи» под названием «Заключение в прекрасных стихах и правдивых словах превосходного хаджи Мухаммада, сына хаджи ал-Хафиза Абд ар-Рахмана ас-Сугратли».
Произведения такого рода являются ценным источником по изучению истории Дагестана. В них поэтически красочно описываются события многолетней борьбы горцев Кавказа. Такие касыды на языках народов Дагестана имели большую популярность, так как в них воспевались самоотверженная борьба народа, мужество и героизм борцов за свободу и независимость своей Родины.
Умер Хаджи-Мухаммад в Стамбуле в 1869/70 году.
Мухаммад-хаджи (1839—1877 гг.) — второй сын Абдурахмана-хаджи — по преданию, был тихим, воспитанным и вежливым человеком. Как и старший брат, он получил мусульманское образование, обучаясь в медресе своего отца и в медресе Шафи-хаджи. Позднее помогал отцу в его преподавательской деятельности в медресе. Имя Мухаммада-хаджи приобрело популярность в связи с восстанием 1877 г.
Младший сын Абдурахмана-хаджи «был на редкость одарённым молодым учёным, который начал преподавательскую деятельность с юных лет». Ахмед был известен как замечательный мударрис не только в Дагестане, но и за его пределами. Умер в Закаталах в 1870 г.
Дочь Абдурахмана-хаджи Марьям была такой же образованной, как и братья, она считалась передовой женщиной того времени. Очевидцы уверяли, что они не видели такого красноречия, как у Марьям. Она пережила ужасы восстания 1877 г. В ссылке была примером выдержанности и стойкости. Вернувшись из ссылки, она дожила до глубокой старости и до самой смерти сохранила ясный ум.
Дочь Абдурахмана-Хаджи Айшат была сослана с детьми в Карелию после восстания горцев 1877г. как жена одного из руководителей восстания. Муж- Абдулла-Хаджи был казнен вместе с Мухаммадом-Хаджи (сыном Абдурахмана-Хаджи). Очень скоро умерла в ссылке. Ее дети: Шейхали, Хадижат, Айшат-  вернулись в Согратль после объявления амнистии. Ее сын Шейхали (13 лет) тоже был приговорён к казни, стоял с петлей на шее рядом со взрослыми. Генерал (Лорис -Меликов?) спросил о возрасте мальчика и приказал его освободить, сказав: «Русская армия с детьми не воюет».
Яркая и многогранная личность Абдурахман-хаджи сыграла немаловажную роль в истории Дагестана. Учёный оставил после себя ценнейший материал по исламу, истории суфизма и тарикатскому учению.
Являясь сподвижником имама Шамиля, Абдурахман-хаджи был его советником в самых серьёзных и проблемных делах имамата. Это позволяет судить об Абдурахмане-хаджи не только как об учёном, но и как о видном политическом деятеле своей эпохи, доказательством чему также является его роль в восстании 1877 г.
Начало всеобщему восстанию в Дагестане было положено 29 августа 1877 г. в 8 часов утра нападением на торговцев у Георгиевского моста.
В этот день сорок вооружённых жителей аула Гергебиль во главе с Мухаммадом-хаджи ал-Кикуни, приблизившись к мосту, бросились на охранявших его солдат. Большая часть солдат была убита на месте, а некоторые успели спастись бегством в укрепление Гуниб и сообщить о случившемся начальнику гарнизона полковнику Воино-Оранскому. Согратлинцы в тот же день объявили себя противниками правительства, провозгласили газават и двинулись на «Анада-Майдан», где имамом всенародно был избран сын Абдурахмана-хаджи — Мухаммад-хаджи ас-Сугури. Возглавить восстание вначале было предложено Абдурахману-хаджи ас-Сугу-ри. Но тот, предвидя провал восстания, сославшись на преклонный возраст, отказался. Очевидно, Абдурахман-хаджи был центральной фигурой на «тайном совете» в доме Лабазана в Согратле 1-го рамазана, на котором после известий о нападении на пост русских войск на мосту обсуждался вопрос о поднятии знамени газавата. Абдурахман-хаджи призывал соблюдать спокойствие и не предпринимать разорительных для себя шагов. Из-за этого к нему стали относиться с недоверием… Абдурахман-хаджи вызвал к себе для совета Хаджи-Мусу-Хаджия из Кикуни, и мысль его оказалась солидарной с [мнением] Абдурахмана-хаджи, так как он не был уверен в победе турок и поэтому считал восстание бесполезным.
«Шейх не верил слухам, распространяемыми турецкими лазутчиками о том, что в помощь дагестанцам идут регулярные турецкие войска. Он прекрасно знал, что дагестанские народы до сих пор не видели от Турции ничего хорошего, что и на этот раз они не окажут никакой помощи. Но „раз вы решили поднять восстание, то я не отделюсь от вас“, — сказал Абдурахман-хаджи».
Уже после поражения движения горцев под предводительством Шамиля Абдурахман-хаджи убедился в том, что горцы не могут одолеть Россию и им суждено жить в составе России. Более того, он понимал, что выступление против такой сильной державы принесёт горцам лишь страдания и несчастья. Тогда повстанцы потребовали, чтобы его сын — Мухаммад-хаджи возглавил восстание. По словам Али Каяева, «Мухаммад-хаджи по своему характеру был мягким и вежливым человеком, старавшимся не нанести вреда и обиды. Он не был человеком войны и политики и не подходил на должность имама». Но, не имея лучшей кандидатуры, народ всё же провозгласил его имамом и во многом выиграл. Сыновья самых почтенных ханов и беков признали имамство Мухаммада-хаджи и пошли за ним. Согласился быть его наибом и сын Агалар-хана Джафар. Большинство районов Дагестана в течение короткого времени подчинилось власти имама.
Многие известные дагестанские шейхи и алимы активно занимались подготовкой восстания. «Абдурахман-хаджи, хотя и был против восстания, вёл связь с округами Дагестана и Чечни через своих учеников по тарикату и знакомых алимов, имел часто секретные совещания, а также часто принимал богомольцев, возвращающихся из Мекки, и беседовал с ними».
Не имея чёткой организационной программы и опыта ведения военных действий, восставшие потерпели поражение. Восстание было жестоко подавлено. Около недели карательные отряды оставались в Согратле, «наводя порядок». Сотни арестованных были отправлены под конвоем в Гуниб, где были казнены восемь человек: имам Мухаммад-хаджи, Абдул-Мед-жид бек, Малдай из Бахрики, Зубаир — сын Башир-Бека, Гаджи — сын Конхи Омара, Амир Баратов, Муртазаали из Телетля, Гази-Мухаммад. Укрепления Согратля были разрушены, а сам Согратль сожжён. Жители села были выселены в соседние хутора и внутренние губернии России. Падение Согратля означало конец героической борьбы за освобождение от колониального гнёта царизма. В течение ноября царское самодержавие без особого труда задушило последние вспышки движения в южных окраинах Дагестанской области — в Самурском и Закатальском округах и в соседних с ними уездах Азербайджана — Кубинском и Нухинском. Карательные отряды продолжали свои действия до середины 1878 г. Десятки аулов подверглись полному разорению. Сотни семейств направлялись в глубь России и в Сибирь. В Дербенте и Гунибе действовали военно-полевые суды и совершались многочисленные казни над руководителями восстания.
Руководители восстания во главе с сыном Абдурахмана-хаджи были казнены. Не избежал наказания и сам шейх, обвиненный царскими властями в пособничестве повстанцам. Князь Меликов, руководивший русскими войсками, собирался подвергнуть наказанию Абдурахмана-хаджи, который был настолько стар, что не мог ходить самостоятельно. Поэтому его принесли к князю на носилках. Меликов обвинил шейха в том, что он поднял бунт, и приказал арестовать и отправить старика в Гуниб, откуда на арбе он был перевезён в Темир-Хан-Шуру.
С просьбой простить шейха к Меликову обратилась мать его переводчика Абдулкадыра Даитбекова из Нижнего Казанища. Князь удовлетворил её просьбу, и шейха отправили к ней, в Нижнее Казанище, где он и оставался до смерти, то есть до 1881/82 г.
На месте захоронения Абдурахмана-хаджи воздвигнут зиярат. В сочинении Ильяса-хаджи ал-Цудахари «Кифайт ал-мюрид» описывается, каким образом был воздвигнут данный зиярат: «Я приехал в с. Параул и прожил там десять дней или больше, так как его жители попросили, чтобы я пожил у них для чтения мавлидов. Оттуда я отправился в халват (уединение) в с. Утамыш и находился там до окончания халвата. Оттуда я отправился в с. Мугри и прожил там более пятнадцати дней. Там я услышал о том, что мой шейх переселился в иной мир. Я направился в Нижнее Казанище через Губден и Кака-Шуру. Я жил в Казанище одиннадцать дней, посещая могилу моего шейха. Он был похоронен посредине кладбища Казанища. Его семья и мюриды хотели построить там дом для посетителей могилы. И когда учёные не разрешили строить дом на могиле, то его дочь Марьям купила небольшой участок сада, примыкающий к кладбищу, у одного казанищенца для могилы шейха. Тело шейха извлекли из могилы и перезахоронили на этом купленном участке. Те, кто спускался в могилу, и тот, кто присутствовал при этом, рассказывали, что его благословенное тело было как спящее, оно не изменилось, хотя находилось в могиле более сорока дней. Его могила источала файд (свет) так, что его увидели все люди, даже нечестивцы. После этого Шахру-хан Андийский купил весь участок и огородил его, после того как построил дом над его благородной могилой. И после этого люди приходили ко мне на зиярат для наставления, и они получали пользу от бараката шейха (ас-Сугури). И хвала Аллаху».
Зиярат в настоящее время является популярным местом паломничества мусульман.